# Duo Duo
Duo Duo o Duoduo (nacido en Pekín en 1951) es el seudónimo del poeta contemporáneo chino, Li Shizheng, un exponente destacado de la corriente "nebulosa" u "oscura" de la poesía moderna de China. 

## Biografía
Duo Duo nació en Pekín, China. En su juventud, durante la Revolución cultural, fue enviado al campo en Baiyangdian, donde comenzó a leer y escribir poesía. Varios de sus compañeros de clase también se harían famosos como miembros del movimiento de la poesía subterránea que se describe como "brumosa" o "nebulosa" por las autoridades: Bei Dao, Gu Cheng y Ke Mang. 
Sus primeros poemas son cortos y elípticos, en el que algunos ven ciertas referencias políticas. En sus primeros poemas, existen numerosos vínculos intertextuales a los poetas occidentales como Charles Baudelaire, Marina Tsvetaeva y Sylvia Plath. Su estilo experimentó un cambio a mediados de los años 1980, haciéndose su poesía más filosófica. En contraste al estilo basado en imágenes de Bei Dao, Duo Duo tienden a utilizar más el sonido y la retórica. Algunos de sus poemas bordean en la frontera ensayística, como las Lecciones de 1984, que habla de la "Generación perdida" china, como hiciera Bei Dao en Respuesta.
En 1989, Duo Duo fue testigo de las protestas de Tiananmén de 1989, aunque el ya había reservado en un avión el 4 de junio a Londres, donde dio una lectura de poesía en el Museo Británico. Se fue a vivir por muchos años en el Reino Unido, Canadá y los Países Bajos. Su lenguaje poético fue tomando otro camino, tomando los temas del exilio y el desarraigo. A veces sus poemas rozan la frontera de lo impenetrable, sin embargo, son muy efectivos, como el poema Mirando el mar. 
En 2004, con pasaporte holandés, Duo Duo regresó a China, donde fue honrado tanto por la joven generación de poetas, como por el establishment literario. En la actualidad enseña en la Universidad de Hainan, en la isla tropical de Hainan, donde el poeta chino Su Dongpo (Su Shi, 1037-1101) fue exiliado por las autoridades chinas. 

## Premios
En 2009, un jurado de representantes de nueve países eligieron a Duo Duo como el ganador de 2010 del Premio Internacional Neustadt de Literatura, convirtiéndose en el primer autor chino en ganar el premio.

## Traducciones
El autor y académico Gregory B. Lee ha traducido muchos de los poemas de Duo Duo al inglés, y ha escrito sobre la obra del poeta, más recientemente en su libro China: década perdida.
- Datos: Q966485